# Öraholma
Öraholma är en by i Finja socken, Tyringe församling i Hässleholms kommun, Skåne.
Närliggande byar är bland annat Hörlinge, Gräsabygget, Mårtensbygget, Hörja och Finja. Större orter nära Öraholma är Tyringe och Hässleholm.